# Walle (Kortrijk)
Walle is een wijk in Kortrijk. De buurt bevindt zich ten zuiden van de historische binnenstad en bevindt zich tussen de Doorniksewijk, Hoog Kortrijk en de Wolvendreefwijk. Tegenwoordig wordt de wijk in twee gesplitst door het verkeersknooppunt het Ei van Kortrijk. In de wijk bevinden zich op vandaag veel studentenkoten.

## Geschiedenis
Walle was aanvankelijk een van de 'heerlijkheden' rondom het ommuurde centrum van de stad Kortrijk. Het gebied Walle was aanvankelijk groter dan de huidige wijk Walle, en liep door tot in de Wolvendreef, waar zich op vandaag nog steeds het Kasteel van Walle bevindt. Het oudste deel van dit kasteel werd gebouwd in 1760 door de Rijselse Hypolite Petipas, als buitenverblijf en jachtpaviljoen. In de 20e eeuw woonde Jozef De Coene, van de Kortrijkse Kunstwerkstede Gebroeders De Coene, dit pand. De wijk Walle zelf groeide in de 20e eeuw uit tot een sterk verstedelijkte stadswijk met een mengeling van sociale woningen en private woonhuizen.

## Bereikbaarheid
Walle is vlot bereikbaar met het openbaar vervoer: de stadslijnen nummer 1 en nummer 12 doen het begin van de wijk om de 10 minuten aan (halte Kanon). Vroeger verbond stadslijn nummer 8 ook het centrum van de wijk met de binnenstad.

## Trivia
- De Belgische auteur Hugo Claus is opgegroeid in de wijk Walle.
- Op Walle bevonden zich de hoofdkwartieren van de internationaal befaamde designfirma Quinze & Milan van Arne Quinze.

Belgische gemeenten · Arrondissement Kortrijk · West-Vlaanderen · Vlaanderen